# Christiaan Scholtz
Pour les articles homonymes, voir Scholtz.
Pas d'image ? Cliquez ici

a Compétitions nationales et continentales officielles uniquement.

b Matchs officiels uniquement.
Christiaan Petrus Scholtz, né le 22 octobre 1970 à Stutterheim, est un joueur de rugby sud-africain, qui jouait avec l'équipe d'Afrique du Sud. Il évoluait au poste de centre. 

## Carrière
- Golden Lions

## Statistiques en équipe nationale
- 4 sélections
- Sélections par années : 1 en 1994, 3 en 1995
- Participation (et victoire) à la coupe du monde 1995 (3 matchs, 3 comme titulaire)